# Conca (Corse-du-Sud)
Conca település Franciaországban, Corse-du-Sud megyében. Lakosainak száma 1167 fő (2022. január 1.). Conca Quenza, Sari-Solenzara és Zonza községekkel határos.

## Népesség
A település népességének változása:
| Lakosok száma | 432  | 546  | 783  | 984  | 1130 | 1133 | 1100 | 1145 | 1151 | 1167 |
|               | 1968 | 1982 | 1990 | 2006 | 2013 | 2015 | 2017 | 2019 | 2020 | 2022 |